# FC Sion
FC Sion är en schweizisk fotbollsklubb från Sion som grundades 1909.
Laget har vunnit Axpo Super League två gånger (1992 och 1997) och schweiziska fotbollscupen tio gånger.
Hemmaarenan är Stade Tourbillon och har en kapacitet på 20 187 åskådare.

## Placering senaste säsonger
| Säsong  | Nivå | Liga                   | Placering | Referens | Notering |
| ------- | ---- | ---------------------- | --------- | -------- | -------- |
| 2021/22 | 1    | Schweiziska superligan | 7         | [ 1 ]    |          |
| 2022/23 | 1    | Schweiziska superligan | 10        | [ 2 ]    |          |